# Малеско
Малеско (итал. Malesco) — коммуна в Италии, располагается в регионе Пьемонт, в провинции Вербано-Кузьо-Оссола.
Население составляет 1454 человека (2008 г.), плотность населения составляет 34 чел./км². Занимает площадь 43 км². Почтовый индекс — 28030. Телефонный код — 0324.
Покровителями коммуны почитаются святые апостолы Пётр и Павел, празднование 29 июня.

## Демография
Динамика населения:

## Администрация коммуны
- Официальный сайт: https://web.archive.org/web/20060218023326/http://www.malesco.net/